# Dead or Alive (группа)
Dead or Alive — британская группа из Ливерпуля, популярная в 80-е годы XX века. Наибольшую известность им принес главный хит 1985 года — «You Spin Me Round (Like a Record)». Позднее, в 2003 году, этому хиту дали второе дыхание в виде «Begin To Spin Me Round» — микса с популярной песней Данни Миноуг «I Begin To Wonder».

## История

### Начало творчества (1977—1983)
В 1977 Пит Бёрнс организовал группу под названием «The Mystery Girls». Помимо самого Бёрнса, в её состав входили его друзья Джулиан Коуп, Пит Вилли и Фил Хёрст. Группа дала лишь один концерт, после чего распалась. В 1978 году Пит организовал новую группу — «Nightmares In Wax», играющую в стиле готик-рока и пост-панка. Из состава первой группы в новой остались только Бёрнс и Хёрст, к ним присоединились клавишник Мартин Хили, басист Уолтер Огден и гитарист Мик Рид. В январе 1979 года они выпускают первый сингл «Black Leather», а в мае мини-альбом «Birth of a Nation» на лейбле Inevitable Record. Первое выступление группы состоялось в клубе Eric’s в феврале 1979 года. Спустя год Пит формирует из этой группы новую, под названием «Dead or Alive». В последующие три года в ней сменится ещё несколько участников. В мае 1980 года они выпускают сингл «I'm Falling» и впервые выступают на телевидении в программе Celebration Rock. В 1981 году выходит сингл «Number Eleven», а в 1982 мини-альбом «It’s Been Hours Now» с заглавной песней которого они снова появляются на телевидении. Выпустив сингл «The Stranger», они отправляются в мини-тур по Англии.
В 1983 году Dead or Alive подписывают контракт с Epic и выпускают сингл «Misty Circles», вошедший в UK Singles Chart под номером 100.

### Sophisticated Boom Boom (1983—1984)
В августе 1983 выходит сингл «What I Want», занявший 88 позицию. В январе Dead or Alive выпускают сингл «I’d Do Anything», а вместе с ним и свой первый клип, режиссёром которого стал Тим Поуп. В марте выходит сингл «That’s the Way (I Like It)», ставший хитом и первой песней, попавшей в Top of the Pops. В апреле выходит дебютный альбом «Sophisticated Boom Boom». Альбом был готов ещё в октябре 1983, однако не мог выйти из-за конфликтов группы и лейбла касательно выхода синглов. Пластинка получает смешанные отзывы, однако тепло принята фанатами. После выхода альбома группа отправляется в «Alive Tour» — турне по Европе и Америке в поддержку альбома. В июне 1984 года сингл «What I Want» был перевыпущен в новой аранжировке.

### Youthquake (1984—1985)
В ноябре Dead or Alive выпускает свой главный хит «You Spin Me Round (Like a Record)». Сингл занимает высокие позиции в чартах, участники группы становятся частыми гостями на музыкальных передачах. В апреле выходит сингл «Lover Come Back (To Me)», а в мае второй альбом — «Youthquake». В июне выходит сингл «In Too Deep», после чего группа отправляется во второе турне «Youthquake ‘85» по Англии. В сентябре выходит последний сингл из альбома «My Heart Goes Bang (Get Me to the Doctor)».

### Mad, Bad, and Dangerous to Know (1986—1987)
Первоначально лид-синглом альбома должна была стать композиция «I Want You», но в итоге им стала другая песня — «Brand New Lover». В январе 1987 Dead or Alive выпускают сингл «Something In My House», занявший 12 место в британском чарте. Версия «Mortevicar Mix» сопровождается диалогами из фильма «Экзорцист». Альбом выходит месяцем позже и занимает 27 строчку в Великобритании и 52 в США. Обложка сингла и альбома были вдохновлены французским фильмом «La belle et la bête». Первоначально альбом должен был носить название «Popism». В марте выходит сингл «Hooked On Love», а спустя полгода сингл «I’ll Save You All My Kisses».

### Rip It Up (1987—1988)
Осенью 1987 года в США и Японии проходит тур «Rip It Up Tour», билеты на который оказываются полностью распроданы. В октябре выходит сборник «Rip It Up» (название взято из песни «Then There Was You»), содержащий 8 композиций, связанных между собой переходами и образующие единый трек. В 1988 году в Японии выходит промо-сингл с последнего альбома под названием «Son of a Gun». В том же году выходит видеозапись тура, которая позже будет оцифрована и переиздана в ремастеринге.
В это время, в связи с началом сольной карьеры, группу покидают Тим Левер и Майк Перси.

### Nude (1988—1989)
В августе Dead or Alive выпускают лид-сингл с нового альбома под названием «Turn Around and Count 2 Ten», который становится очень успешным в Японии. Клип на песню станет последним клипом, в котором снимаются бывшие участники. Следующим синглом для Японии планировалась «Give It Back (That Love Is Mine)», но релиз был отменён по неизвестным причинам. Вместо неё в качестве промо для Японии выходит «I Cannot Carry On». Наконец, в декабре в Японии выходит альбом «Nude». В июле 1989 года выходит сингл «Come Home (With Me Baby)», который так же имеет успех. Через месяц «Nude» выходит в остальном мире с альтернативной обложкой. Следующий сингл «Baby Don’t Say Goodbye» выходит в сентябре, а вслед за ним «Nude — Remade Remodelled», сборник ремиксов. В том же месяце группа участвует в японском фестивале «Disco In Dream Tour / Japanese Euro-Dance Fair», в котором помимо них участвуют Кайли Миноуг и Синитта.

### Fan the Flame (1990—1993)
В ноябре 1990 года в Японии был проведён тур в поддержку будущего альбома, получивший одно с ним название — «Fan the Flame Tour». 13 декабря в Японии выходит альбом «Fan the Flame (Part 1)». Одновременно с альбомом выходит сингл «Your Sweetness (Is Your Weakness)», издававшийся, как и вся эра, только в Японии, преимущественно на мини-дисках. В апреле 1991 года выходит «Gone 2 Long», а в сентябре «Unhappy Birthday». Группа периодически выступает на телевидении. Бёрнс берёт Dead or Alive полностью под свой контроль и отправляется в тур по Америке, исполняя каверы и песни, которые должны были войти в следующий, так и не вышедший альбом «Fan the Flame (Part 2)». Несмотря на то, что альбом так и не вышел, эти песни были включены в кассету «Love, Pete», продававшуюся перед выступлениями в 1992 году. Название песни «Your Sweetness (Is Your Weakness)» было изменено на «Your Sweetness (Is My Weakness)» (текст также подвергся изменению), песня была включена в трек-лист этой кассеты. Пит Бёрнс и Стив Кой расходятся с желанием строить сольную карьеру. Сообщается о том, что Бёрнс намерен создать новую группу под названием «Pete Burns and the Sexy Assassins», выпустить альбом под названием «Getting Away With Murder» или «The Circus Is In Town» весной 1993 года, а также прощальный сборник Dead or Alive с новыми песнями, каверами и ремиксом на «You Spin Me Round (Like a Record)».
21 ноября 1993 года в Японии выходит сборник хитов группы под названием «Star Box». Стив Кой и Пит Бёрнс возрождают сотрудничество. Пит по-прежнему собирается заниматься сольным проектом помимо Dead or Alive.

### Glam и International Chrysis (1994)
Пит Бернс записывает трек «Sex Drive» по просьбе итальянской группы Glam, предоставившей ему записанную инструменталку, для которой Пит написал слова и записал уже готовую песню. Позже появляется проект «International Chrysis» в составе Пита Бёрнса и Стива Коя. Они выпускают в качестве сингла кавер на песню Дэвида Боуи «Rebel Rebel». Песня проваливается в чартах.

### Nukleopatra (1995—1999).
Стив и Пит возвращаются к Dead or Alive и выпускают в Японии первый за несколько лет сингл группы — «Sex Drive \ Rebel Rebel». К группе присоединяются Джэйсон Элбури и Дин Брайт. В октябре в Японии выходит новый альбом группы под названием «Nukleopatra». В альбом включена обновлённая версия «Rebel Rebel», а также перезаписанные "Gone 2 Long', «Unhappy Birthday» и «Sex Drive». Тем временем в Австралии впервые на CD переиздаётся сингл «You Spin Me Round (Like a Record)». В 1996 году в США, Англии и Австралии проходит «Nukleopatra’s Tour». 1996 год также сопровождает выпущенный в качестве сингла ремикс на «You Spin Me Round (Like a Record)». Помимо сингла, в разных странах издаётся альбом с разной обложкой и трек-листом. В 1997 году синглом выходит перезаписанная версия «Sex Drive», а за ней — новый ремикс на «You Spin Me Round (Like a Record)». Альбом продолжает издаваться. Dead or Alive снова возвращаются в Америку, Англию, Канаду и Мексику с «Nukleopatra’s Tour». В 1998 году в США впервые официально издается одноименный альбом с несколькими ремиксами в качестве бонуса. Очередной тур, проходящий в Америке теперь включает в себя каверы на Принца, Мадонну, U2 и т. д.
Ходили слухи, что в 1999 году должен был быть выпущен альбом «Sayonara Sugar Pie», но они не подтвердились.

### Fragile и Unbreakable (2000—2001)
В сентябре 2000 года для Японии выходит сингл «Hit and Run Lover», который становится последним хитом группы. 27 сентября выходит альбом «Fragile», включающий в себя новые песни, каверы, а также новые версии старых синглов. В декабре выходит промосингл в виде ремикса на «Turn Around and Count 2 Ten».
5 декабря 2001 выходит сборник ремиксов на предыдущий альбом «Unbreakable — The Fragile Remixes». Группа периодически выступает в Японии и Англии.

### Evolution (2002—2003)
Группа даёт концерты в клубах и на гей-парадах. 5 мая 2003 выходит новый сингл под названием «You Spin Me Round 2003». Ремикс впервые за долгое время входит в Топ-40. На обновленную версию выходит клип, Dead or Alive проводят концерты, дают интервью. 19 мая выходит сборник хитов под названием «Evolution: The Hits». Через два месяца выходит сборник клипов.

### Закат (2004—2016)
Постепенно группа снова уходит в тень, а Пит Бёрнс занимается сольной карьерой и участием в реалити-шоу, периодически выступая с хитами группы. Гастрольный тур, планировавшийся Dead or Alive в январе 2010 года, так и не состоялся. Во время Q&A сессии официальной группы Бёрнса на Facebook 21 августа 2011 года он заявил, что Dead or Alive распались навсегда. 
Спустя 5 лет после объявления о распаде группы, в сентябре 2016, был анонсирован выход бокс-сета с полной дискографией и нового альбома, но этого не произошло в связи со смертью организатора группы. Пит Бёрнс скончался 23 октября 2016 года.

## Участники группы
- Пит Бёрнс (Pete Burns) (1980—2016): вокалист и автор песен. В нескольких клипах изображал игру на электрогитаре, но на самом деле никогда не играл ни на каком инструменте.
- Уэйн Хасси (Wayne Hussey) (1982—1984): музыкант раннего состава, написал большую часть песен в 1982—1983, а также синглы «Misty Circles» и «What I Want», выпущенные Epic Records. В 1984 году Хасси ушёл в группу The Sisters of Mercy, но задержался там всего лишь на год, после чего в 1985 основал The Mission.
- Майк Перси (Mike Percy) (1980—1989): басист. Вместе с Левером автор песен Dead or Alive в период 1984—1990. Перси написал и исполнил бэк-партию в хите «You Spin Me Round (Like a Record)».
- Стив Кой (Steve Coy) (1980—2016): барабанщик, композитор. Единственный участник, бывший другом Бёрнса до создания группы и единственный бессменный участник группы помимо Бёрнса. Самый молодой из группы. С 1996 Кой стал продюсировать клипы Dead or Alive, начав с кавер-версии «Rebel Rebel», с альбома Nukleopatra. Скончался 4 мая 2018 года[1][2].
- Тимоти Левер (Timothy Lever) (1983—1989): клавишник, саксофонист, гитарист. Участвовал в написании музыки в 1984—1990 вместе с Майком Перси.
- Джэйсон Элбури (Jason Alburey) (1995—2016): клавишник.
- Дин Брайт (Dean Bright) (1995—2002): клавишник. Выступал вместе с группой в ночных клубах Великобритании, а также ездил на презентацию для японского телевидения. В 2002 покинул группу, присоединившись к Massive Ego[англ.].

## Дискография

### Студийные альбомы
- 1984 — Sophisticated Boom Boom
- 1985 — Youthquake
- 1986 — Mad, Bad, and Dangerous to Know
- 1988 — Nude
- 1990 — Fan the Flame (Part 1)
- 1995 — Nukleopatra
- 2000 — Fragile

### Сборники
- 1987 — Rip It Up
- 1989 — Nude — Remade Remodelled -
- 1993 — Star Box
- 2001 — Unbreakable_The Fragile Remixes
- 2003 — Evolution: The Hits
- 2010 — That’s the Way I Like It: The Best of Dead or Alive

### Прочее
- 2010 — You Spin Me Round (Like a Record) EP
- 2016 — Sophisticated Boom Box MMXVI